# John Nevill, 5.º Marquês de Abergavenny

Brasão de armas dos marqueses de Abergavenny

John Henry Guy Nevill, 5.º Marquês de Abergavenny KG, OBE (8 de novembro de 1914 — 23 de fevereiro de 2000) foi um nobre britânico.
Durante a Segunda Guerra Mundial, fez parte da Life Guards e tornou-se tenente-coronel honorário. Foi chanceler da Ordem da Jarreteira.